# Laguna de las Verdes
La laguna de las Verdes es una laguna de origen glaciar situada a 5 km al norte de la localidad de Torre de Babia en el municipio de Cabrillanes de la comarca leonesa de Babia. La laguna de las Verdes es un cuenco de agua cristalina que se aupa a 1750 m y recoge las aguas del deshielo de las cumbres que entre sí construyen un perfecto circo glaciar y del arroyo Torre que la alimenta, constituyendo un paisaje emblemático de la montaña occidental leonesa.

## Características
Es una laguna poco profunda, a diferencia de la mayoría de las lagunas glaciares debido a que en ese gran cono de deyección se acumulan ingentes cantidades de nieve que han ido arrastrando materiales que terminan depositados en la laguna, sobre todo el pedregal que cae por la falda del pico Montihuero. Está rodeada de grandes moles calizas, pico Montihuero (2187 m.), la Aguja de las Coloradas (2006 m), peña Los Años (2157 m), peña Chana (2068 m).
Llamada de las Verdes por la abundante vegetación de algas verdes que la inunda. Su cubierta vegetal solo se mantiene unos meses en verano, ya que por su ubicación no sobrevive al duro invierno.
Una característica notable de esta laguna es la presencia de tritones, anfibio de la familia de las salamandras, considerado especie protegida. 

## Ruta de montaña Laguna de las Verdes
Es una ruta de montaña conocida por los aficionados al montañismo. Se inicia en la localidad de Torre de Babia y transcurre por una pista siguiendo el valle de Treméu hasta alcanzar después de 5 km la majada de las verdes, se continua por una zona de meandros y seguidamente se encuentra la laguna al pie de los canchales de la Espadaña del Montihuero (2187 m).